# Antennen-Galaxien
Die Antennen-Galaxien bilden ein Paar stark miteinander wechselwirkender Galaxien im Sternbild Rabe südlich des Himmelsäquators. Das Paar besteht aus den beiden etwa 66 Millionen Lichtjahre entfernten Galaxien NGC 4038 und NGC 4039.

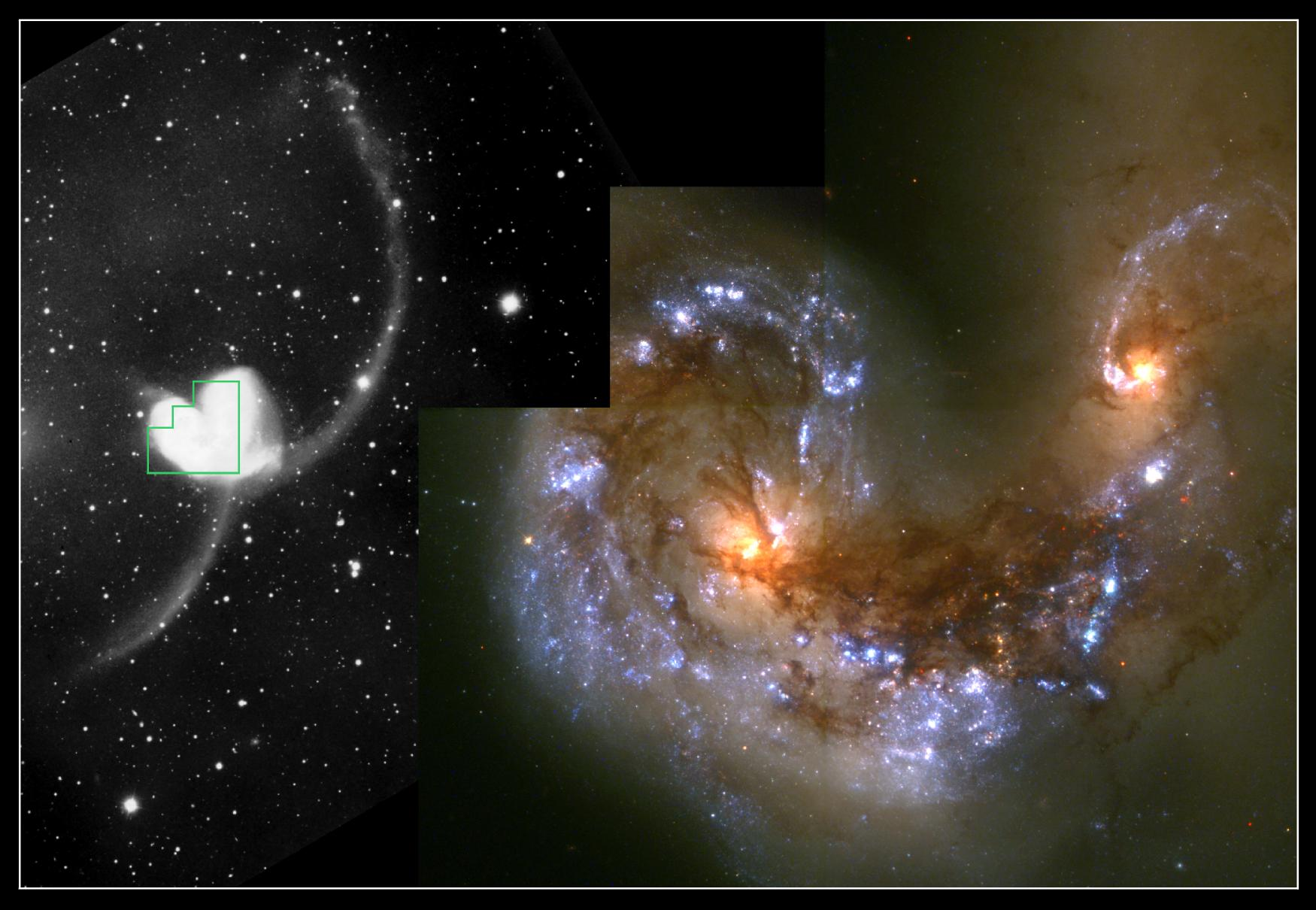
Antennen-Galaxien, links Boden-Aufnahme und rechts HST-Vergrößerung (Großansicht: 184 KB)

Durch die Verschmelzung der beiden Galaxien wird insbesondere das interstellare Gas verdichtet und Sternentstehung induziert. Die dabei gebildeten Sternentstehungsgebiete bzw. die dazugehörenden Emissionsnebel sind als helle Knoten in den Spiralarmen sichtbar. Halton Arp gliederte seinen Katalog ungewöhnlicher Galaxien nach rein morphologischen Kriterien in Gruppen. Diese Galaxie gehört zu der Klasse Galaxien mit Anzeichen für eine Aufspaltung. Die Antennen-Galaxien wurden am 7. Februar 1785 vom deutsch-britischen Astronomen William Herschel entdeckt.